# Модератор
Модератор (от латински: modratio/moderare → управлявам, ръководя, насочвам, регулирам) e човек, който ръководи разговор или друга комуникация и ги направлява.

## Групов модератор
В организации и предприятия модераторът развива стратегии, създава планове и предприема реорганизиране или просто дава насоки с опита си. Работят на групи от 10 до 20 души, но понякога и в по-големи – от по 200 души.
Методите на модератора са модерация, модерация в големи групи, групова динамика, развиване на организацията и организационните умения.

## Модератор в разговора
Този вид модератор подкрепя, съпътства изказванията на един кръг от хора или разговора на някакъв подиум. Той поздравява зрителите в началото, представя и разяснява темата на дискусия, следи за спазването на правилата за разговор и водене на дискусия, представя участниците в дискусията. Изгражда и структурира отделните вметки, подчертава важността на някои изказвания, обобщава, следи за спазването на тишина, посредничи при конфликти. Управлява яснотата на темата и прави слушателите или зрителите част от разговора. Накрая обобщава всички точки, благодари на участниците и завършва отново с поздрав за завършване.

## Модератор на съдържание онлайн
Модераторите на съдържание онлайн най-често са пряко или непряко наетите служители на технологична компания, управляваща онлайн платформа, или на онлайн медийно издание с коментарна секция (включително страници в социалните медии), които следят и отговарят за спазването на правилата относно генерираното от потребителите на съответния сайт съдържание. Основната роля на модераторите е да оценяват проактивно или реактивно съдържанието, което се публикува, и да ограничават достъпа или да премахват съдържание, което нарушава правилата за ползване, с които потребителите са се съгласили. Обикновено тези правила включват както незаконно съдържание, в т.ч. незаконна реч на омраза, призоваване към насилие, детска порнография и др., или съдържание, чието публикуване е в нарушение на авторското и сродните му права съгласно приложимото законодателство, така и различни категории законно съдържание, определени от платформата или издателя.
Модераторите могат да бъдат и потребители на предоставяната услуга, които доброволно се съгласяват да наблюдават, контролират и санкционират поведението на останалите потребителите, прилагайки установените правила. Без да са напълно съпоставими, като примери за модерация на ниво потребители може да бъдат посочени Reddit, Уикипедия, дискусионните интернет форуми, т.нар. групи във Facebook, приложения за комуникация като Discord и Telegram, и др. Независимо от начина на модерация, подаването на сигнали – т.нар. докладване на определено съдържание или поведение – е основен начин за идентифициране на потребители, които нарушават правилата за ползване в модерираното комуникационно пространство. За модерацията на съдържание в социално-медийните платформи обикновено се използват и технически средства – автоматизирани системи (филтри) и алгоритми, които откриват потенциално нежелано съдържание.
Някои от предизвикателствата, с които се сблъскват модераторите на съдържание онлайн, са свързани с огромните обеми информация (съдържание), което трябва да преглеждат и оценяват в много кратки срокове, и постоянно променящите са правила, в т.ч. регулаторни и саморегулаторни, които трябва да прилагат. Тези условия на работа са предпоставка на повишаване на рисковете от (i) пропуски при откриването и погрешни преценки при оценяването на съдържание, което трябва да бъда свалено, и (ii) премахване на съдържание, което не нарушава правилата за ползване на услугата и предприетото действие се разглежда като неправомерно ограничаване на правото на свобода на изразяване. В резултат на това модераторите на съдържание онлайн понасят значителни емоционални страдания и психологически травми.